# Mohinī
Mojiní o Mojini (en inglés, Mohini) es uno de los 25 avatares del dios hindú Visnú, y el único femenino (tal como aparece en los Puranás).
El lila (pasatiempo o diversión) que se refiere a Mojini se denomina generalmente Samudra manthan o Sagara manthan (el ‘batido del océano [de leche]’), un lila en el que participan
Indra (el principal de los semidioses),
Laksmí (la consorte eterna de Visnú),
Kurma (el avatar tortuga),
Dhanu Antari (avatara de Visnú como primer médico),
y numerosos otros dioses hindúes.
Este texto detalla el conflicto entre los Daitia (demonios) y los Aditiás (dioses), y su búsqueda del amrita (néctar de la inmortalidad).
En este lila, llegó un momento en que los demonios robaron el néctar a los dioses.
Para rescatarlo para los dioses, Visnú adoptó la forma de una mujer ‘enloquecedora’ (moja) y se acerca a los demonios.
Cuando los demonios vieron la encantadora belleza de Mojiní, perdieron toda compostura.
Mientras los demonios estaban encantados con la belleza divina, Mojiní se apoderó del néctar y lo distribuyó entre los dioses.
Durante este lila, el asura Rajú (en inglés Rahu), que significa ‘atacante’ en sánscrito, sospechó el juego sucio y se unió a los dioses para recibir el néctar.
Mojiní se dio cuenta de que él estaba por beber el néctar, extrajo de entre sus ropas el sudarshan chakra y lo decapitó.
Sin embargo, Rajú logró tomar una gota del néctar de inmortalidad, por lo que no murió: su cabeza y su cuerpo separados flotaron en el espacio como dos astros: Rajú (la cabeza) y Ketu (el cadáver, con forma de dragón).

## El demonio Bhasmāsura
Bhasma era un asura (‘no divino’, demonio) devoto del dios Sivá. El gigante estaba enamorado de la diosa Párvati (la esposa del dios Sivá), por lo que propició al dios para conseguir un poder mortífero. Realizó austeridades repitiendo continuamente el mantra shivá.
Finalmente el vanidoso dios se apareció ante él y le dio el privilegio de reducir a cenizas a todos aquellos sobre cuya cabeza pusiera su mano.
(Justamente bhasma significa ‘ceniza’).
Inmediatamente el gigante extendió su mano para hacer la experiencia de este prodigio sobre el propio dios.
El imprudente Sivá hubiera sido infaliblemente la víctima de su indiscreta vanidad, si por virtud de la magia no hubiese encontrado el secreto de encerrarse en una concha.
Pero ni aun este asilo le habría servido, si Visnú no hubiese venido en su socorro.
En efecto, el dios de cuatro brazos se presentó bajo la forma de Mojiní (‘enloquecedora’), una mujer muy hermosa.
Éste, enamorado de sus gracias, dejó a Sivá dentro de la concha y tan sólo se ocupó de conquistar el objeto de sus amores.
La halló muy dócil, de modo que ella, para acceder a sus solicitudes, tan sólo le exigió que se lavase en la vecina ribera, la cabeza y los cabellos que tenía muy sucios.
El gigante obedeció inmediatamente, voló a la ribera, pero apenas se tocó la cabeza cuando en virtud de su privilegio se redujo él mismo a cenizas.
En cambio según el Skanda puraṇá, Bhasmāsura le pidió a Mojiní que se casara con él.
Ella le explicó que le gustaba mucho bailar, y que sólo se casaría con el hombre que bailara exactamente igual que ella.
Bhasma accedió y comenzó a imitar exactamente su baile.
La prueba duró varios días.
Al final del baile, Mojiní oprimió con una mano uno de sus pechos y la otra encima de su propia cabeza.
El perturbado Bhashma hizo el mismo gesto, pero no recordó la bendición de Sivá, y murió instantáneamente.

## El dios Sivá enamorado

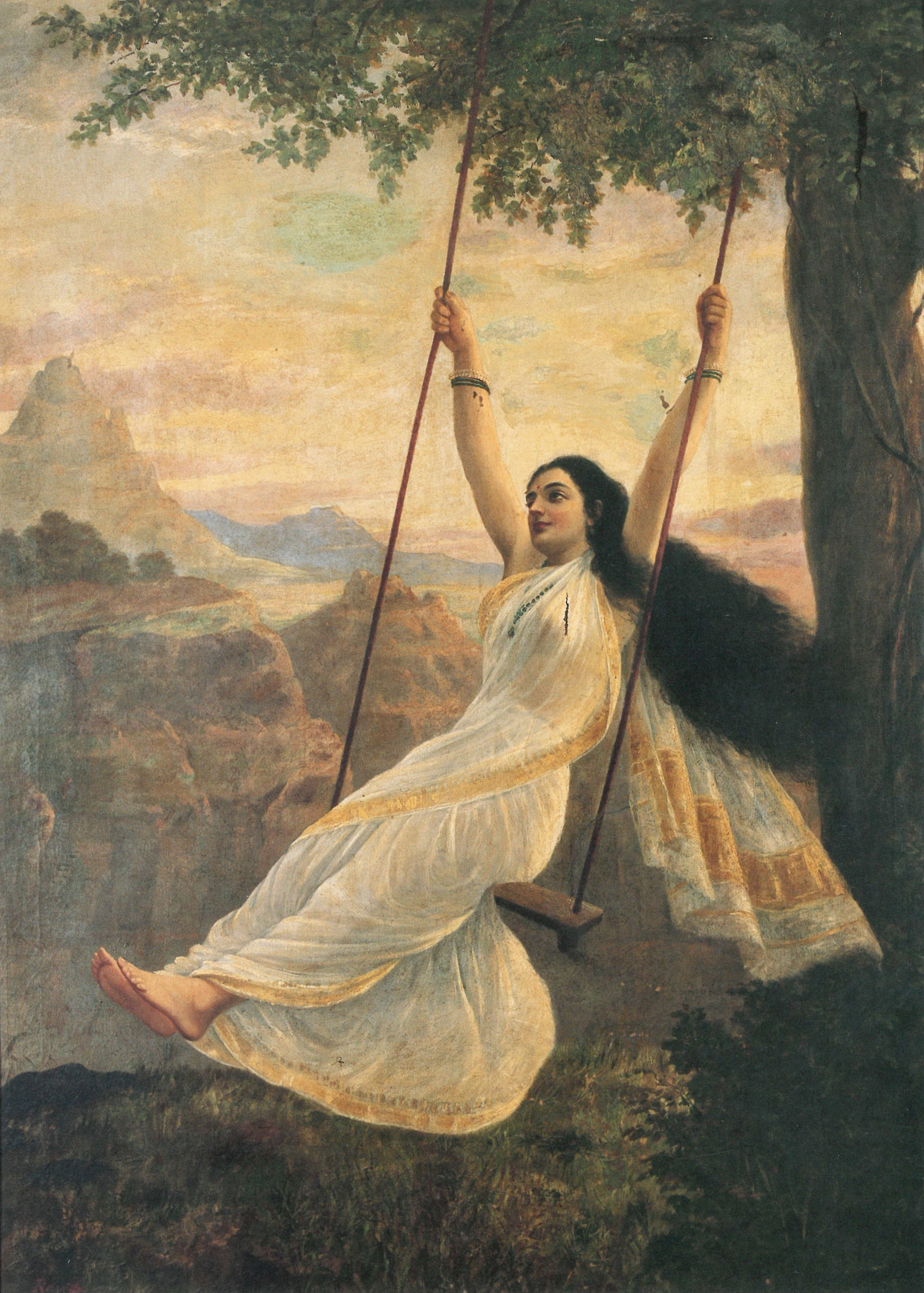
Mohini en un columpio. Observe el sari que deja al descubierto su torso, lo que sugiere su naturaleza seductora.

Visnú le contó al dios el destino del gigante, informándole de la estratagema que le había liberado del peligro.
Sivá salió de la concha y, después de haber atestiguado su reconocimiento a Visnú, le rogó encarecidamente que volviese a adoptar la figura de aquella hermosa mujer que había deslumbrado al gigante, a fin de que pudiese gozar de su agradable vista.
Visnú accedió, pero Sivá apenas la vio se enamoró ciegamente de ella. Sin embargo no podía acercarse a ella, corrió por todo el mundo en su persecución.
Mientras corría comenzó a eyacular.
En cada lugar donde se hundió el semen de Sivá se formó una veta de plata.
Sin embargo su pasión no fue infructuosa, puesto que Mojiní quedó embarazada y dio a luz a un hermoso niño que se llamó Hari-Hara-Putra (Visnú-Sivá-Hijo).
Más tarde éste se identificó con Sasta o Aiyappa, un dios tribal célibe de Keralá, cuyo culto actualmente es enorme en toda la India. Él vive eternamente en la danza denominada mojiní attam, la contraparte femenina (sólo lo pueden bailar mujeres) del baile kathakali (el teatro bailado keralí, que sólo pueden bailar varones).